# Hartai László
Hartai László (Budapest, 1954. január 2.) filmrendező, operatőr, egyetemi tanár.

## Életpályája
Szülei: Hartai András és H. Sas Judit. 1972–1977 között a Budapesti Műszaki és Gazdaságtudományi Egyetem Villamosmérnöki Karán tanult. 1978–1984 között a Mafilm asszisztense volt. 1980–1984 között a Színház- és Filmművészeti Főiskola film- és televízió operatőr szakos hallgatója volt; mesterei Fábri Zoltán, Ragályi Elemér és Grunwalsky Ferenc volt. 1984 óta a Mafilm rendezője. 1986–1993 között a törökbálinti kísérleti középiskola mozgókép-kísérletvezető tanára volt. 1994 óta az ELTE BTK filmelmélet- és pedagógia szak tanára.

## Filmjei
- Főnix (1983)
- Dologidő (1985)
- Embriók (1986)
- Szépleányok (Dér Andrással, 1987)
- Aszex (1989)
- Befejezetlen portré (1991)
- A zenén túl (1991)
- Négy, hat, nyolc (Muhi Klárával, 1991)
- Nagyvizit (1993)
- A hír nyomában (1993)
- Külső-belső (1994)
- A kalap, a láb és az özvegy (1995)
- Laci, Bonnie és Clyde (1995)
- Nóri film (1998)
- Chaszidok emlékezete (2001)
- A lombik és a hal (2003)
- Az alma (2007)
- Tünet (2013) (mint producer. Rendező: Kovács Gábor Attila)
- Szárítás (2013) (mint producer. Rendező: Hevesi István)

## Művei
- Adalékok a mozgóképi műveltséghez (1998)
- Módszertani kézikönyv a mozgókép és médiaoktatáshoz (1998)
- Mozgóképkultúra és médiaismeret I.-II. (Muhi Klárával, 1998-2003)
- A mozgóképi szövegkörnyezet, mint a képernyős erőszak rejtőzködő démona (1999)
- Média és filmoktatás Angliában és Skóciában (1999)
- Film- és médiafogalmak kisszótára (2002)
- Minek nevezzelek? A tévéműsorok besorolásának néhány kérdéséről (2005)
- Mozgókép és médiaismeret (tankönyv, 2007)
- Médiaesemény – esettanulmányok; Wolters Kluwer, Bp., 2015

## Díjai
- A filmszemle díja (1987)
- Radványi Géza-díj (1987)
- a koszalini fesztivál fődíja
- Balázs Béla-díj (2008)